# Malgaski Kościół Luterański
Malgaski Kościół Luterański – Kościół luterański działający na Madagaskarze, założony w 1950 roku. Historia luteranizmu na Madagaskarze sięga 1866 roku, kiedy to Norweskie Towarzystwo Misyjne rozpoczęło działalność na południu i w centrum wyspy, w 1888 roku działalność podjęli również misjonarze amerykańscy. Liczy, według danych za rok 2009, ok. 3 mln wiernych, co czyni go dziewiątym co do wielkości Kościołem luterańskim na świecie. Kościół jest członkiem Światowej Federacji Luterańskiej, Światowej Rady Kościołów, Ogólnoafrykańskiej Konferencji Kościołów i Rady Kościołów Chrześcijańskich Madagaskaru.
Kościół składa się z 20 synodów regionalnych. Najwyższą władzą Kościoła na szczeblu centralnym jest synod narodowy. Na czele władzy wykonawczej Kościoła stoją przewodniczący i sekretarz generalny.
Kościół prowadzi sześć seminariów duchownych i Wydział Teologii Luterańskiej.
Jako jeden z pięciu członków Światowej Federacji Luterańskiej był jednoznacznie przeciwny przyjęciu Wspólnej deklaracji o usprawiedliwieniu.